# Wadim Jurkiewicz
Wadim Jurkiewicz (ur. 8 sierpnia 1911 w Łohiszynie, zm. 15 maja 1962) – polski artysta fotograf. Członek Polskiego Towarzystwa Fotograficznego we Wrocławiu. Członek Okręgu Dolnośląskiego Związku Polskich Artystów Fotografików.

## Życiorys
Wadim Jurkiewicz urodził się w Łohiszynie (okolice Pińska). W 1936 roku został absolwentem Wydziału Lekarskiego Uniwersytetu Stefana Batorego w Wilnie. Fotografował od 1945 roku. W latach 1941–1946 mieszkał i pracował we Lwowie, w 1946 roku zamieszkał w Krakowie, w 1947 roku przeprowadził się do Oleśnicy. Od 1951 roku był członkiem wrocławskiego oddziału ówczesnego Polskiego Towarzystwa Fotograficznego, późniejszego Wrocławskiego Towarzystwa Fotograficznego (obecnie Dolnośląskie Stowarzyszenie Artystów Fotografików i Twórców Audiowizualnych). W 1952 roku został przyjęty w poczet członków Okręgu Dolnośląskiego Związku Polskich Artystów Fotografików. W 1957 roku był współtwórcą (wspólnie z Bożeną Michalik, Zbigniewem Staniewskim, Edmundem Witeckim) grupy fotograficznej „Podwórko”, działającej we Wrocławiu.   
Wadim Jurkiewicz jest autorem i współautorem wielu wystaw fotograficznych; indywidualnych i zbiorowych. Brał aktywny udział w wielu konkursach fotograficznych, zdobywając wiele nagród, wyróżnień, dyplomów, listów gratulacyjnych. Szczególne miejsce w jego twórczości zajmowała fotografia pejzażowa, krajobrazowa, dokumentalna oraz fotografia abstrakcyjna. Fotografie Wadima Jurkiewicza były prezentowane w Polsce oraz wielu krajach Europy i świata (m.in. w Anglii, Brazylii, Indiach, Meksyku, Stanach Zjednoczonych, Związku Radzieckim). W 1959 roku w uznaniu za fotograficzną twórczość, otrzymał nagrodę Ministerstwa Kultury i Sztuki.   
Wadim Jurkiewicz zmarł tragicznie, porażony prądem podczas pracy w ciemni fotograficznej, w dniu 15 maja 1962 roku.